# Estelle Weigel
Pour les articles homonymes, voir Weigel.
Estelle Weigel, née le 18 novembre 1914 à Buffalo (État de New York) et morte le 15 mars 1967, est une patineuse artistique américaine. Elle participe aux Jeux olympiques d'hiver de 1936.

## Biographie

### Carrière sportive
Estelle Weigel est médaillée de bronze des championnats américains de 1934.
Elle représente son pays aux Jeux olympiques d'hiver de 1936 à Garmisch-Partenkirchen.
Elle arrête le patinage amateur en 1936 après les Jeux.

### Famille
Sa sœur aînée, Louise Weigel, est également une patineuse artistique de haut niveau qui participe aux Jeux olympiques d'hiver de 1932 et 1936.

### Hommage
Le 9 octobre 2018, Estelle Weigel est intronisée au Temple de la renommée des sports du Grand Buffalo (NY) avec ses sœurs Louise et Mary.

## Palmarès
| Compétition                     | 1934 | 1935 | 1936 |  |  |  |  |  |  |  |  |  |  |  |
| Jeux olympiques d'hiver         |      |      | 22e  |  |  |  |  |  |  |  |  |  |  |  |
| Championnats du monde           |      |      |      |  |  |  |  |  |  |  |  |  |  |  |
| Championnats d'Amérique du Nord |      | 6e   |      |  |  |  |  |  |  |  |  |  |  |  |
| Championnats des États-Unis     | 3e   | 4e   | 4e   |  |  |  |  |  |  |  |  |  |  |  |
|                                 |      |      |      |  |  |  |  |  |  |  |  |  |  |  |